# والنتین وارنیکوف
والنتین وارنیکوف (روسی: Валентин Иванович Варенников؛ ۱۵ دسامبر ۱۹۲۳ – ۶ مهٔ ۲۰۰۹) فرد نظامی اهل روسیه و یکی از طراحان اصلی اشغال افغانستان بود. وارنیکوف همچنین مسئول عملیات خروج ارتش سرخ از افغانستان بود. ژنرال وارنیکوف در کودتای ناکام علیه میخائیل گورباچف در سال ۱۹۹۱ دست داشت.

## درگذشت
او در ۶ مه ۲۰۰۹ در مسکو درگذشت.

## جوایز و افتخارات
وی همچنین برندهٔ جوایزی همچون مدال دفاع از استالینگراد، نشان انقلاب اکتبر، نشان افتخار تولد لهستان، مدال آزادسازی ورشو، قهرمان اتحاد شوروی، نشان پرچم سرخ، جایزه لنین، مدال تسخیر برلین، و نشان لنین شده‌است.

## نگارخانه

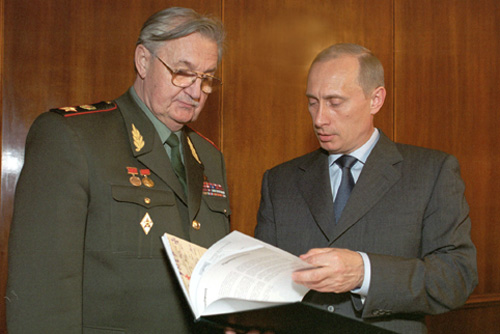
وارنیکوف به همراه ولادیمیر پوتین 11 آوریل 2002